# علی حیدر (نظامی)
علی حیدر (زادهٔ ۲۱ اوت ۱۹۱۳- درگذشتهٔ ۱۵ ژوئیه ۱۹۹۹) یک فرد نظامی اهل پاکستان بود.